# Squadra israeliana di Fed Cup
La squadra israeliana di Fed Cup (נבחרת גביע הפדרציה של ישראל) rappresenta Israele nella Fed Cup, ed è posta sotto l'egida della Israel Tennis Association.
La squadra partecipa alla competizione dal 1973, e ad oggi il suo miglior risultato consiste nel raggiungimento del Gruppo Mondiale nel 2008.

## Risultati
| = Incontro del Gruppo Mondiale |

### 2010-2019
| Anno | Turno                          | Data        | Sede           | Avversario    | Punteggio | Esito     |
| ---- | ------------------------------ | ----------- | -------------- | ------------- | --------- | --------- |
| 2010 | Gruppo I, Fase a gironi        | 3 febbraio  | Lisbona (PRT)  | Slovenia      | 1 – 2     | Sconfitta |
| 2010 | Gruppo I, Fase a gironi        | 4 febbraio  | Lisbona (PRT)  | Bulgaria      | 2 – 1     | Vittoria  |
| 2010 | Gruppo I, Fase a gironi        | 5 febbraio  | Lisbona (PRT)  | Paesi Bassi   | 0 – 3     | Sconfitta |
| 2010 | Gruppo I, Playoff 9º-12º posto | 6 febbraio  | Lisbona (PRT)  | Danimarca     | 2 – 1     | Vittoria  |
| 2011 | Gruppo I, Fase a gironi        | 2 febbraio  | Eilat (ISR)    | Lussemburgo   | 3 – 0     | Vittoria  |
| 2011 | Gruppo I, Fase a gironi        | 3 febbraio  | Eilat (ISR)    | Polonia       | 1 – 2     | Sconfitta |
| 2011 | Gruppo I, Fase a gironi        | 4 febbraio  | Eilat (ISR)    | Bulgaria      | 2 – 1     | Vittoria  |
| 2011 | Gruppo I, Playoff 5º-8º posto  | 5 febbraio  | Eilat (ISR)    | Romania       | 2 – 1     | Vittoria  |
| 2012 | Gruppo I, Fase a gironi        | 1º febbraio | Eilat (ISR)    | Paesi Bassi   | 2 – 1     | Vittoria  |
| 2012 | Gruppo I, Fase a gironi        | 2 febbraio  | Eilat (ISR)    | Portogallo    | 1 – 2     | Sconfitta |
| 2012 | Gruppo I, Fase a gironi        | 3 febbraio  | Eilat (ISR)    | Gran Bretagna | 0 – 3     | Sconfitta |
| 2013 | Gruppo I, Fase a gironi        | 6 febbraio  | Eilat (ISR)    | Turchia       | 2 – 1     | Vittoria  |
| 2013 | Gruppo I, Fase a gironi        | 7 febbraio  | Eilat (ISR)    | Romania       | 1 – 2     | Sconfitta |
| 2013 | Gruppo I, Fase a gironi        | 8 febbraio  | Eilat (ISR)    | Polonia       | 1 – 2     | Sconfitta |
| 2013 | Gruppo I, Playoff 5º-8º posto  | 9 febbraio  | Eilat (ISR)    | Bielorussia   | 0 – 2     | Sconfitta |
| 2014 | Gruppo I, Fase a gironi        | 5 febbraio  | Budapest (HUN) | Ucraina       | 0 – 3     | Sconfitta |
| 2014 | Gruppo I, Fase a gironi        | 6 febbraio  | Budapest (HUN) | Austria       | 2 – 1     | Vittoria  |
| 2014 | Gruppo I, Fase a gironi        | 8 febbraio  | Budapest (HUN) | Slovenia      | 2 – 1     | Vittoria  |
| 2014 | Gruppo I, Playoff 5º-8º posto  | 9 febbraio  | Budapest (HUN) | Ungheria      | 1 – 2     | Sconfitta |
| 2015 | Gruppo I, Fase a gironi        | 4 febbraio  | Budapest (HUN) | Croazia       | 0 – 3     | Sconfitta |
| 2015 | Gruppo I, Fase a gironi        | 5 febbraio  | Budapest (HUN) | Belgio        | 0 – 3     | Sconfitta |
| 2015 | Gruppo I, Fase a gironi        | 6 febbraio  | Budapest (HUN) | Lettonia      | 2 – 1     | Vittoria  |